# Myllykosken Pallo -47
El Myllykosken Pallo -47 (o MyPa) és un club de futbol finlandès de la ciutat d'Anjalankoski.

## Història
El MyPa va ser fundat el desembre de 1947 al municipi d'Anjalankoski. No fou, però, fins al 1975 que ascendí per primer cop a la primera divisió. Als anys 90 tornà a ascendir. Entre els anys 1993 i 1996 va acabar en segona posició a la lliga quatre cops consecutius. També guanyà dues copes els anys 1992 i 1995. L'any 2004 guanyà la seva tercera copa i l'any següent la lliga per primer cop.

## Palmarès
- Lliga finlandesa de futbol (1): 
  - 2005
- Copa finlandesa de futbol (3): 
  - 1992, 1995, 2004

## Futbolistes destacats
- Antti Okkonen
- Tuomas Haapala
- Markus Heikkinen
- Sami Hyypiä
- Joonas Kolkka
- Toni Kuivasto
- Jari Litmanen
- Miikka Multaharju
- Niklas Tarvajärvi
- Tuomas Kansikas
- Brent Sancho
- Krisztian Timar
- Vasile Marchis
- Marco Manso
- Leilei Gao
- Koffi Roméo Konan
- Tero Mäkäläinen
- Denis Volodin
- Bono Adriano de Souza la Pinha
- Anes Zukic
- Tuomo Könönen
- Adriano Munoz
- Ryan Botha
- Luiz Antonio Moraes
- István Mitring
- Tuomas Aho
- Sami Ristilä
- Jussi Nuorela
- Markus Heikkinen
- Toni Kuivasto
- Janne Lindberg